# Manuscrits de Dunhuang

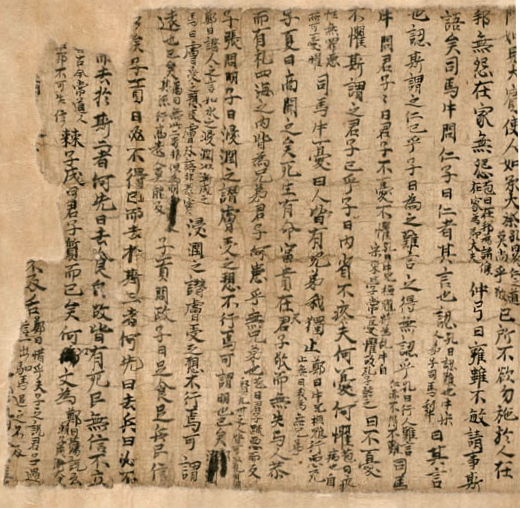
Manuscrit des Entretiens de Confucius découvert à Dunhuang.

Les manuscrits de Dunhuang sont un ensemble de quelque 50 000 documents, entiers ou fragmentaires, datant du Ve siècle au XIe siècle découverts au tout début du XXe siècle dans les grottes de Mogao, dans le nord-ouest de la Chine.
La plupart de ces documents concernent le bouddhisme, mais d'autres religions également comme le taoïsme, le nestorianisme et le manichéisme.
Ils sont une source majeure pour les études des religions, de la linguistique, de la calligraphie et de l'histoire.

## Découverte
Le moine Wang Yuanlu a découvert ces manuscrits en 1900 et a commencé à les vendre en 1907, notamment à Aurel Stein et à Paul Pelliot.

## Langues

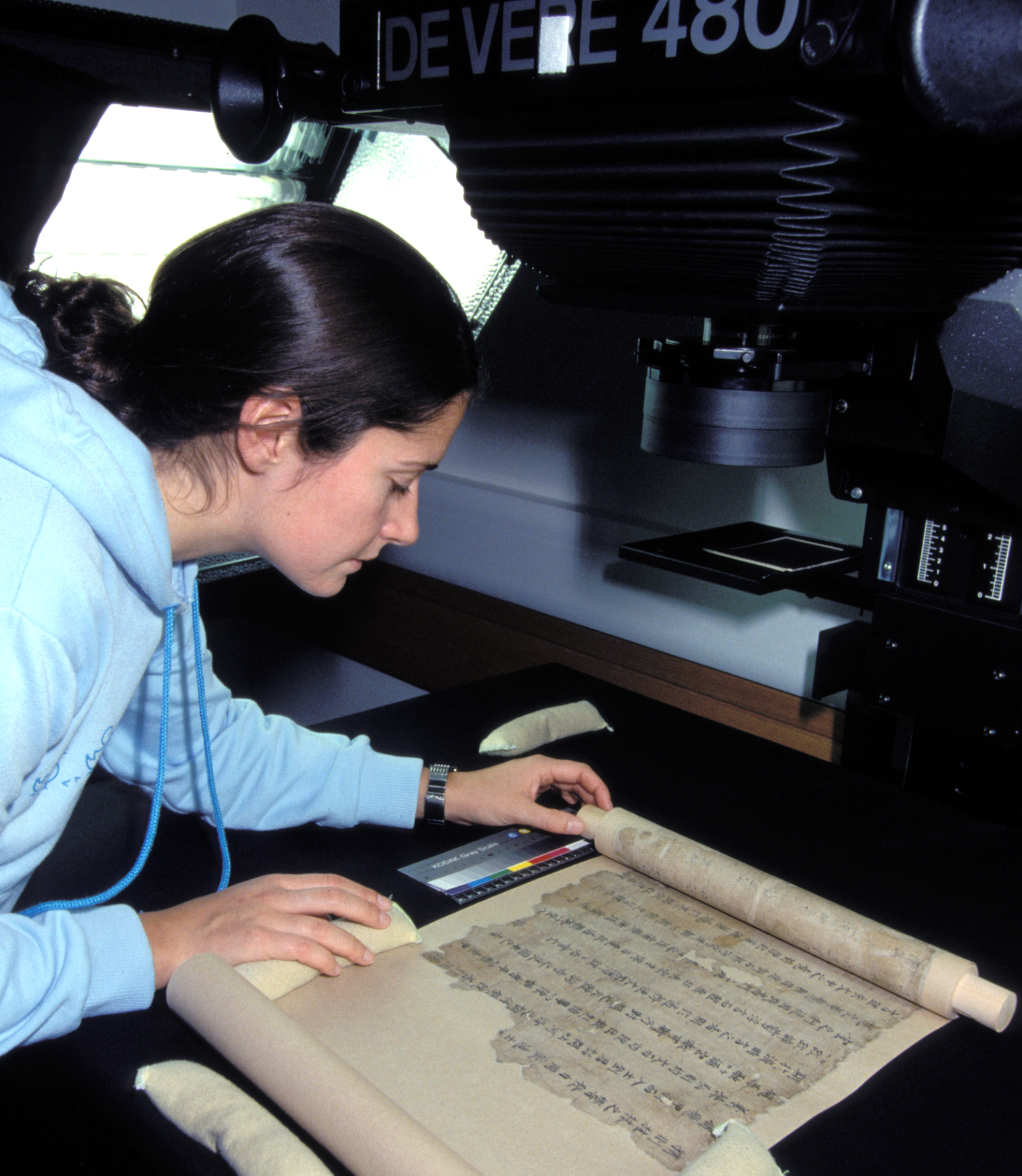
Numérisation des manuscrits de Dunhuang.

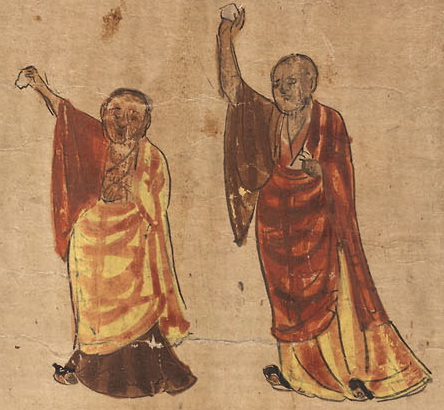
Deux moines, bras droit levé. Illustration d'un manuscrit de Dunhuang. Encre sur papier, 26,2x23,6. British Library, Référence Or.8210/S.8555 ».

La grande majorité des documents sont écrits en chinois classique mais aussi en chinois vernaculaire, et d'autres sont en tibétain, khotanais, ouïghour, sanscrit, sogdien, tangoute, et tokharien.

## Contenu
- Annales tibétaines et Chronique tibétaine.
- Écrits religieux,
  - bouddhisme pour la majorité,
  - d'autres religions sont présentes comme le taoïsme avec le Hua Hu Jing et des commentaires du Dao de jing,
  - nestorianisme (voir les Écrits chrétiens de Dunhuang)
  - manichéisme,
  - judaïsme, prière Seli'hot.
- Philosophie, notamment des classiques du Confucianisme.
- Littérature.
- Littérature populaire bouddhiste et profane, bianwen.
- Chansons folkloriques.
- Poésie classique.
- Histoire, officielle et locale.
- Géographie, dont le Wang ocheonchukguk jeon.
- Médecine, dont des traitements contre la peste et autres maladies. Des textes médicaux avec des portions de Bencao jing jizhu, ancien ouvrage chinois de pharmacologie.
- Astronomie, dont la carte stellaire de Dunhuang.
- Mathématiques.
- Divination.
- Discrétionnaires, avec des portions du Qieyun.
- Partitions de musique.
- Notation de danse.
- Documents sociaux, tels que contrats, livres d’acompte et d'emprunt.
- Documents sur l'élevage et la sélection des chevaux. (traduits et analysés par Anne-Marie Blondeau : "matériaux pour l'étude de l'hippologie et de l'hippiatrie tibétaines". Droz, Genève, 1972)

### Catalogues des manuscrits
chinois :
- Catalogue des manuscrits chinois de Touen-Houang. Fonds Pelliot chinois, vol. 1, nos 2001-2500, Bibliothèque nationale, 1970 [lire en ligne]
- Catalogue des manuscrits chinois de Touen-Houang. Fonds Pelliot chinois, vol. 3, nos 3001-3500, Bibliothèque nationale, 1983 [lire en ligne]
- Catalogue des manuscrits chinois de Touen-Houang. Fonds Pelliot chinois, vol. 4, nos 3501-4000, Bibliothèque nationale, 1991 [lire en ligne]
- Catalogue des manuscrits chinois de Touen-Houang. Fonds Pelliot chinois, vol. 5, nos 4001-6040, Bibliothèque nationale, 1995 [lire en ligne]
- Catalogue des manuscrits chinois de Touen-Houang. Fragments chinois du fonds Pelliot tibétain, Bibliothèque nationale, 2001 [lire en ligne]

tibétain :
- Inventaire des manuscrits tibétains de Touen-Houang conservés à la Bibliothèque nationale. Fonds Pelliot tibétain. vol. I, nos 1-849, 1931 [lire en ligne]
- Inventaire des manuscrits tibétains de Touen-Houang conservés à la Bibliothèque nationale. Fonds Pelliot tibétain. vol. III, nos 1283-2216, 1961 [lire en ligne]

ouïgour :
- Manuscrits ouïgours du IXe – Xe siècle de Touen-Houang, textes établis, trad. et commentés par James Hamilton, tome I, 1986 [lire en ligne]

### Études
- Monique Cohen (dir.), Conservation des manuscrits de Dunhuang et d'Asie centrale, Éditions de la Bibliothèque nationale de France, « Études et recherches », 1998
- Marc Kalinowski (dir.), Divination et société dans la Chine médiévale. Étude des manuscrits de Dunhuang de la Bibliothèque nationale de France et de la British Library, Éditions de la Bibliothèque nationale de France, « Études et recherches », 2004
- Paul Pelliot, « Une bibliothèque médiévale retrouvée au Kan-sou », Bulletin de l'École française d'Extrême-Orient, vol. 8,‎ 1908, p. 501-529 (lire en ligne)
- Anne-Marie Blondeau : "matériaux pour l'étude de l'hippologie et de l'hippiatrie tibétaines". Droz, Genève, 1972

### Fiction
- Gérard Ansaloni, Les dix rouleaux de Touenhouang, Éditions La P'tite Hélène, 2018  (ISBN 978-2-37839-005-1)[4]